# Younger Now
Younger Now – szósty album amerykańskiej piosenkarki Miley Cyrus, który został wydany 29 września 2017 roku nakładem wytwórni RCA Records. W celu promocji wydawnictwa zostały wydane dwa single „Malibu” oraz „Younger Now”. W utworze „Rainbowland” wystąpiła gościnnie Dolly Parton, która jest matką chrzestną Cyrus.
Younger Now zadebiutował na piątym miejscu notowania Billboard 200 w Stanach Zjednoczonych. W Polsce album dotarł do 19 miejsca w notowaniu OLiS.

## Lista utworów
Wszystkie utwory zostały napisane i wyprodukowane przez Miley Cyrus i Oren Yoel, z dodatkowym udziałem tekściarskim Dolly Parton w „Rainbowland”.
1. "Younger Now" – 4:08
2. "Malibu"– 3:51
3. "Rainbowland" (featuring Dolly Parton) – 4:25
4. "Week Without You" – 3:44
5. "Miss You So Much" – 4:53
6. "I Would Die for You" – 2:53
7. "Thinkin'" – 4:05
8. "Bad Mood" – 2:59
9. "Love Someone" – 3:19
10. "She's Not Him" – 3:33
11. "Inspired" – 3:21

## Notowania i certyfikaty
| Lista przebojów (2017)            | Najwyższa pozycja |
| --------------------------------- | ----------------- |
| Australia (ARIA Charts)           | 2                 |
| Austria (Ö3 Austria Top 40)       | 8                 |
| Belgia (Ultratop Flandria)        | 17                |
| Belgia (Ultratop Walonia)         | 21                |
| Czechy (ČNS IFPI)                 | 9                 |
| Dania (Hitlisten)                 | 25                |
| Francja (SNEP)                    | 40                |
| Hiszpania (PROMUSICAE)            | 1                 |
| Holandia (MegaCharts)             | 11                |
| Irlandia (IRMA)                   | 5                 |
| Japonia (Oricon)                  | 44                |
| Kanada (Canadian Hot 100)         | 3                 |
| Korea Południowa (Gaon)           | 81                |
| Meksyk (AMPROFON)                 | 11                |
| Niemcy (Media Control Charts)     | 16                |
| Norwegia (VG-Lista)               | 9                 |
| Nowa Zelandia (Recorded Music NZ) | 4                 |
| Polska (OLiS)                     | 19                |
| Portugalia (AFP)                  | 6                 |
| Słowacja (ČNS IFPI)               | 8                 |
| Stany Zjednoczone (Billboard 200) | 5                 |
| Szwajcaria (Alben Top 100)        | 11                |
| Szwecja (Sverigetopplistan)       | 11                |
| Węgry (MAHASZ)                    | 35                |
| Wielka Brytania (OCC)             | 8                 |
| Włochy (FIMI)                     | 9                 |

### Certyfikaty i sprzedaż
| Kraj                         | Certyfikat      | Sprzedaż |
| ---------------------------- | --------------- | -------- |
| Brazylia (Pro-Música Brasil) | złota płyta     | 20 000+  |
| Kanada (Music Canada)        | złota płyta     | 40 000+  |
| Norwegia (IFPI Norway)       | platynowa płyta | 20 000+  |
| Polska (ZPAV)                | złota płyta     | 10 000+  |